# Morgan Reeser
Morgan Irwin Reeser (Fort Lauderdale, 14 de novembro de 1962) é um velejador estadunidense.

## Carreira
Morgan Reeser representou seu país nos Jogos Olímpicos de 1992 e 1996, na qual conquistou uma medalha de prata na classe 470. 